# Europees topschutter van het seizoen 1997/98
De titel Europees topschutter van het seizoen 1997/98, ook wel bekend als de Gouden Schoen, werd gewonnen door Nikos Machlas, speler van Vitesse.
Sinds het seizoen 1996/97 gaat de prijs niet meer automatisch naar de speler met de meeste doelpunten. De verschillende competities worden ingedeeld volgens de UEFA-coëfficiënten. De acht sterkste competities hebben vermenigvuldigingsfactor 2. Competities 9 t/m 21 factor 1,5 en de rest heeft factor 1. Daardoor kan het gebeuren dat een speler uit een zwakkere competitie meer doelpunten heeft gescoord dan de winnaar van de Gouden Schoen.

## Eindstand Gouden Schoen seizoen 1997/98
| Plaats | Speler             | Goals | Waarde | Punten | Club            |
| ------ | ------------------ | ----- | ------ | ------ | --------------- |
| 1      | Nikos Machlas      | 34    | x2     | 68     | Vitesse         |
| 2      | Hakan Şükür        | 31    | x2     | 62     | Galatasaray     |
| 3      | Oliver Bierhoff    | 27    | x2     | 54     | Udinese         |
| 4      | Mário Jardel       | 26    | x2     | 52     | FC Porto        |
| 5      | Ronaldo            | 25    | x2     | 50     | Internazionale  |
| 6      | Sjota Arveladze    | 24    | x2     | 48     | Ajax            |
|        | Christian Vieri    | 24    | x2     | 48     | Atlético Madrid |
|        | Krzysztof Warzycha | 32    | x1,5   | 48     | Panathinaikos   |
|        | Marco Negri        | 32    | x1,5   | 48     | Glasgow Rangers |

## Bron
- Trouw

1968/69 ·
1969/70 ·
1970/71 ·
1971/72 ·
1972/73 ·
1973/74 ·
1974/75 ·
1975/76 ·
1976/77 ·
1977/78 ·
1978/79 ·
1979/80 ·
1980/81 ·
1981/82 ·
1982/83 ·
1983/84 ·
1984/85 ·
1985/86 ·
1986/87 ·
1987/88 ·
1988/89 ·
1989/90 ·
1990/91 ·
1991/92 ·
1992/93 ·
1993/94 ·
1994/95 ·
1995/96 ·
1996/97 ·
1997/98 ·
1998/99 ·
1999/00 ·
2000/01 ·
2001/02 ·
2002/03 ·
2003/04 ·
2004/05 ·
2005/06 ·
2006/07 ·
2007/08 ·
2008/09 ·
2009/10 ·
2010/11 ·
2011/12 ·
2012/13 ·
2013/14 ·
2014/15 ·
2015/16 ·
2016/17 ·
2017/18 ·
2018/19